# كونديسيا (أين)
كونديسيا (بالفرنسية: Condeissiat)‏ هي بلدية فرنسية تقع في إقليم الأين في فرنسا. رمز إنسي لها هو:1113. أما الرمز البريدي لها فهو: 1400.